# قلعة ناظر
قلعة ناظر هي قرية في مقاطعة تيران وكرون، إيران. عدد سكان هذه القرية هو 1,241 في سنة 2006.